# Привороття (Житомирський район)
Приворо́ття (помилкова назва Приворіття) — село в Україні, у Житомирському районі Житомирської області. Входить до складу Брусилівської селищної громади. Населення становить 803 особи.

## Історія
За часів Київської Русі поблизу сучасного села Привороття могло розміщуватися й давньоруське поселення. На це вказує як стародавнє городище в недалеко розташованому від села в сторону Коростишева лісі, так і проходження сюдою «Старого шляху» — найдавнішої дороги з Києва на Волинь.
Вперше загадане 1525 року у польських документах, згадка стосується підтвердження правом володіння поселенням шляхтичами Лозами.
У 1690 році власником Привороття став дідич Корнина і Білок Стефан Проскура-Сущанський, але вже через чотири роки він із своєю сім'єю був змушений втікати від козаків фастівського полковника Семена Палія на Овруччину. Після повернення на Київщину Проскури продають свої Брусилівські володіння, у тому числі і Привороття волинським шляхтичам Ольшанським від яких у 1756 році вони переходять до знатного польського роду Чацьких.
Приблизно 1830 року в Приворотті на перетині основних шляхів було збудовано корчму. Першим корчмарем був єврей Шльома, після став Улас Омельчук.
На початку XIX ст. в Приворотті жителів обох статей було 238. Належало село Марії Потоцькій та брату її Лаврентію. Тут же налічувалося за ксьондзом Одинцем Соколовським 118 десятин землі та 12 ревізьких душ.
В подальшому село було продано Никифору Мацевичу.
«Приворот» описаний у щоденнику Т. Г. Шевченка у 1845—1846 роках, у час, коли він повертався з Волині до Києва.
Перше колективне господарство створене у 1921 році. Проте колгоспний рух був пов'язаний з селом Нові Озеряни, де знаходилася центральна садиба. У Приворотті була тільки бригада. На землях вирощували зернові культури, картоплю.
Жителі села пережили голодомор (1932—1933 рр.).
У роки німецько-радянської війни 168 односельчан воювали проти німецько-нацистських загарбників, 86 чоловік загинуло смертю хоробрих, 93 чоловіки нагороджено орденами і медалям.
На честь загиблих односельчан та воїнів-визволителів споруджено два пам'ятники.
Привороття окуповане 9 липня 1941 року. Визволене 19 листопада 1943 року. Вдруге окуповане 19 листопада 1943 року. Визволене 26 грудня 1943 року. Вигнано на каторжні роботи 20 чоловік, закатовано та розстріляно 9 чоловік, спалено та зруйновано 53 будівлі колгоспу та колгоспників.

## Постаті
- Гримашевич Богдан Петрович (1984—2023) — сержант Збройних сил України, учасник російсько-української війни. Герой України (посмертно).